# Eirik Glambek Bøe

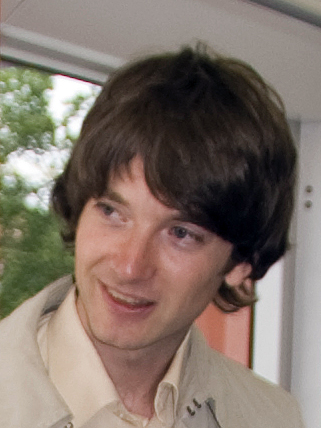
Foto de Eirik Glambek Bøe.

Eirik Glambek Bøe (Bergen, Noruega, 25 de octubre de 1975) es músico, escritor y vocalista. Es conocido por formar parte del dúo Kings of Convenience junto a Erlend Øye. Estudió psicología y arquitectura en la Universidad de Bergen, su ciudad natal. Pese a que su lengua materna es el noruego, la mayoría de sus escritos son en inglés.  
Actualmente se encuentra divorciado de la modelo Ina Grung desde 2022 con la que tuvo tres hijos llamados Frei, Olai y Lille. 
Su exesposa aparece en las portadas de los álbumes de Kings Of Convenience. 
Formó la banda Skog junto a Erlend Øye en los 90. Más tarde, en 1998, ellos dos formaron la banda Kings of Convenience y lanzaron su primer álbum titulado "Quiet is the New Loud" en 2001. En 2004 Kings of Convenience lanzó su segundo álbum con el nombre de "Riot on an Empty Street". En octubre de 2009 Kings of Convenience lanzó su tercer álbum titulado "Declaration of Dependance".
Tiene un grupo llamado Kommode con los antiguos integrantes de la antigua banda Skog en donde Eirik toca el bajo; banda que lanzó su primer álbum titulado Analog Dance Music en el año del 2017.
Actualmente vive en Bergen Noruega donde tiene su propio salón de baile con música en vivo llamado Klubb Kavalér aparte de que se encuentra muy inmiscuido en la política de su país.